# Kontera
Kontera (šp. contera)  je strofa od tri stiha koja se nalazi na kraju sekstine. Poslednja reč svakog stiha iz prve strofe se ponavlja po uvek različitom redosledu u svakoj u preostalih pet strofa i ovih šest reči moraju da se ponove u „konteri“.

## Literatura
- Quilis, Antonio, Métrica española, Ediciones Ariel. 14ª edición. Madrid, 2001.